# Der Galgenstrick und andere Geschichten
Der Galgenstrick und andere Geschichten (französischsprachiger Originaltitel: La Corde du pendu et autres histoires) ist ein Comic-Band aus der Lucky-Luke-Reihe, der von Morris gezeichnet und von René Goscinny, Dom Domi,  Lodewijk, Bob de Groot und Vicq getextet wurde. Nach der Zählung des Ehapa-Verlages (beziehungsweise zu Beginn des Delta-Verlages aus Ehapa und Dargaud) ist dieser Band der 42. der Reihe. Zuvor wurde der Comic schon bei Kauka und Yps als Fortsetzungsgeschichte und auch in Zack beim Koralle-Verlag veröffentlicht, jedoch erhielt der Comic damals teilweise andere Namen. Die Geschichten sind auch im 16. Band der Lucky-Luke-Gesamtausgabe abgedruckt.
Ursprünglich wurde der Comic zunächst ab 1979 im belgisch-französischen Comic-Magazin Spirou und 1982 als 49. Band von Dupuis in Belgien veröffentlicht.

## Inhalt
Der Band ist eine Sammlung von sieben Kurzgeschichten:

### Der Galgenstrick (La Corde du pendu)
Text von Vicq. Als Lucky Luke Oaktown erreicht, ist er verwundert. Ein Kerl soll ohne Beweise oder Vorstrafen gelyncht werden. Er bricht die Hinrichtung ab und stellt Nachforschungen an, indem er so tut, als würde er sich selbst hängen lassen. Es stellt sich heraus, dass der Henker die Hinrichtungen erzwingen wollte, um die Galgenstricke dann als Glücksbringer zu verkaufen. Daraufhin wird er verhaftet.

### Die Daltons nehmen den Zug (Les Dalton prennent le train)
Text von Goscinny. Die Daltons sind aus dem Gefängnis ausgebrochen und Lucky Luke soll sie wieder einfangen. Dafür überlistet er sie, als sie gerade einen Zug überfallen und bringt sie dazu, auf einer Brücke abzuspringen und in den darunterliegenden Fluss zu fallen. Er bringt die vier wieder ins Gefängnis zurück.

### Der Rächer (Le justicier)
Text von de Groot. In Coyote Gulch trifft Lucky Luke auf den glücklosen Zorro, der als Rächer für Recht und Ordnung sorgen will, aber derart glücklos agiert, dass ihn keiner ernst nimmt. Nachdem Lucky Luke wenig erfolgreich versucht, Zorro zu trainieren, nimmt er die Sache selbst in die Hand. Er verkleidet sich als Rächer und vertreibt die Banditen aus dem Ort. Frieden kehrt ein in Coyote Gulch und Zorro wird sogar zum glücklichen Familienvater.

### Die Kamelmine (La mine du chameau)
Text von Dom Domi. Bei einem Ritt durch den Wilden Westen trifft Lucky Luke auf den Muslim Hadschi Ali, der Treiber von Kamelen ist. Er war mit den Tieren in die USA gekommen, wo die US-Armee die Eignung der Tiere für Trecks testete. Um den Amerikanern, die schlechte Erfahrungen mit den Kamelen gemacht hatten, die Vorzüge der Tiere zu demonstrieren, lässt er ein Kamel viele schwere Steine tragen. Diese sind allerdings alles andere als begeistert, bis ein Mineraloge bemerkt, dass die Steine Gold enthalten und Ali eine Goldmine entdeckt hat. Ali verzichtet auf seine Ansprüche, Eigentümer der Goldader zu werden, wodurch er sich bei allen beliebt macht und ihm zu Ehren sogar ein Denkmal errichtet wird.

### Damensolo (Règlement de comptes)
Text von Lodewijk. In einem Saloon in Purtagory trifft Lucky Luke überraschend auf seine Bekannte Laura Legs (aus dem Lucky-Luke-Album Der Großfürst). Sie erzählt ihm, dass der Sohn des größten Viehhändlers der Stadt, E. T. Yewing auf sie steht, aber nicht erkennt, dass Emily, die Tochter des Schmieds, total in ihn verliebt ist. Als Yewing Laura in Begleitung von Lucky Luke sieht, fordert er ihn zum Duell heraus. Damit er sich nicht in Gefahr begibt, überwältigt Laura Luke beim Baden und begibt sich in seiner Kleidung zum Duell. Sie hat aber nicht damit gerechnet, dass Yewing vorgesorgt hat und weitere Schützen in der Nähe installiert hatte. Im letzten Moment schreitet Lucky Luke ein und macht die Schützen unschädlich. Es stellt sich heraus, dass anstelle Yewings Emily zum Duell kam, um ihn zu retten. Yewing begreift, dass Emily ihn liebt, die beiden kommen zusammen und heiraten wenige Tage später.

### Die gute Nachricht (La bonne parole)
Text von de Groot. Auf dem Weg durch ein Indianergebiet, in dem die Apachen leben, trifft Lucky Luke auf den Missionar Asbestos Misbeliver, der den Indianern den christlichen Glauben näherbringen will. Durch sein lautstarkes Zitieren von Bibelversen macht er die Apachen, die gerade auf dem Kriegspfad sind, auf sie aufmerksam. Die beiden werden an den Marterpfahl gebunden und sollen umgebracht werden. Bevor das passieren kann, hat Jolly Jumper schon die Kavallerie benachrichtigt, die die beiden rettet.
Der Missionar hat eine frappierende Ähnlichkeit mit dem Prediger im Band Die Postkutsche.

### Die Li-Tschi-Story (Li-Chi's story)
Text von de Groot. Diese Geschichte stellt, was sehr ungewöhnlich für einen Lucky-Luke-Comic ist, einen anderen Charakter in den Mittelpunkt. Der Chinese Li-Tschi trennt sich nach einem gemeinsamen Ritt von Lucky Luke und geht nach New Shanghai Gulch, einer Stadt, die von chinesischen Migranten gegründet wurde. Er ist schockiert, als er erfährt, dass New Shanghai Gulch vor dem Abgrund steht, weil jeweils die Hälfte der Bewohner als Koch oder als Wäscher arbeitet und so alle immer weniger Geld besitzen. Also schlägt er vor, die Stadt für Weiße zu öffnen und so die Wirtschaft wieder zum Laufen zu bringen. Er selbst wird Sheriff. Nachdem er einen Desperado bei einem Duell mit seiner Geduld besiegt, wird er zur Legende und die Banditen meiden die Stadt. Li-Tschi wird Bürgermeister und später sogar Senator.